# Zemeros emesoides
Zemeros emesoides är en fjärilsart som beskrevs av Felder 1860. Zemeros emesoides ingår i släktet Zemeros och familjen Riodinidae. Inga underarter finns listade i Catalogue of Life.